# 山内日出夫
山内 日出夫（やまうち ひでお、1952年（昭和27年）1月1日 - 2020年（令和2年）10月22日）は、日本の政治家。位階は従五位。福島県会津若松市長（2期）、会津若松市議会議員（2期）を務めた。

## 略歴
福島県会津若松市生まれ。福島県立会津高等学校、日本大学藝術学部卒業。大学卒業後、伊東正義衆議院議員の秘書、内閣官房長官秘書（1979年11月9日 - 1980年7月17日）、外務大臣秘書（1980年7月17日 - 1981年5月18日）を経て、会津若松市議を2期務める。
1991年に会津若松市長に就任。会津若松市長時代の功績のひとつに、1993年のコンピュータ理工学部の会津大学の設立がある。会津地方に4年制大学を作るのは、会津の人々の悲願となっていた。
1999年に2期目の任期途中で辞任、2000年の第42回衆議院議員総選挙、2003年の第43回衆議院議員総選挙に福島県第4区から自民党公認で立候補するも、敗北したため政界から引退する。
2005年、高崎経済大学に入学し教員免許を取得。2009年1月より佼成学園女子中学校・高等学校相談役、同年4月より副校長を務め、2010年4月に同校校長に就任した。校長時代には、文部科学省が進める国際的に活躍できる人材育成のスーパーグローバルハイスクール（略称：SGH）の第一次指定を2014年（平成26年）度に獲得している。2017年より佼成学園教育顧問。その他、ニッポン文化学院学院長も務めた。
2020年10月22日、急性骨髄性白血病のため、群馬県前橋市の病院で死去。68歳没。死没日をもって従五位叙位、旭日小綬章追贈。